# Новий цвинтар (Закопане)
Новий цвинтар (пол. Nowy Cmentarz) — некрополь, що знаходиться у місті Закопане, Татшанського повіту, Малопольського воєводства. Цвинтар розташований на вулиці Новотораській 41, біля підніжжя гори Губалувка. На цвинтарі поховані багато відомих осіб, пов'язані з Закопаним.

## Історія цвинтаря
Рішення про організацію нового цвинтаря в Закопаному прийняла міська рада (1904 року). 1907 року на цвинтарі було проведено перше поховання торговця Юзефа Словника. У 1924 році на території Нового цвинтаря була споруджена невелика кам'яна каплиця. 1925 році цвинтар розширено.
Під час Другої світової війни на Новому цвинтарі проходили масові екзекуції місцевого населення.
На цвинтар перенесено прах генералів Анджея Ґалиці, Мар'яна Янушайтіс-Жеґоти і Мечислава Борути-Спеховіча.
На Новому цвинтарі є ділянка військового поховання (XIII) часів Першої світової війни.

План «Нового цвинтаря» у Закопаному

## Відомі особистості, поховані на цвинтарі
- Зигмунт Розвадовський (1870—1950) — польський художник, баталіст;
- Луцькевич Іван Іванович (1881—1919) — ініціатор білоруського національного руху;
- Влодзімеж Блоцький (1885—1920) — польський живописець і графік;
- Катажина Смречінська (1846—1936) — польська письменниця, казкарка;
- Гелена Сікорська (1888—1972) — польська громадська діячка, дружина прем'єр-міністра Владислава Сікорського;
- Мечислав Щука (1898—1927) — польський художник-авангардист;
- Ян Слюсарчик (1903—1980) — польський скульптор, живописець і педагог, професор Варшавської академії красних мистецтв.

## Світлини

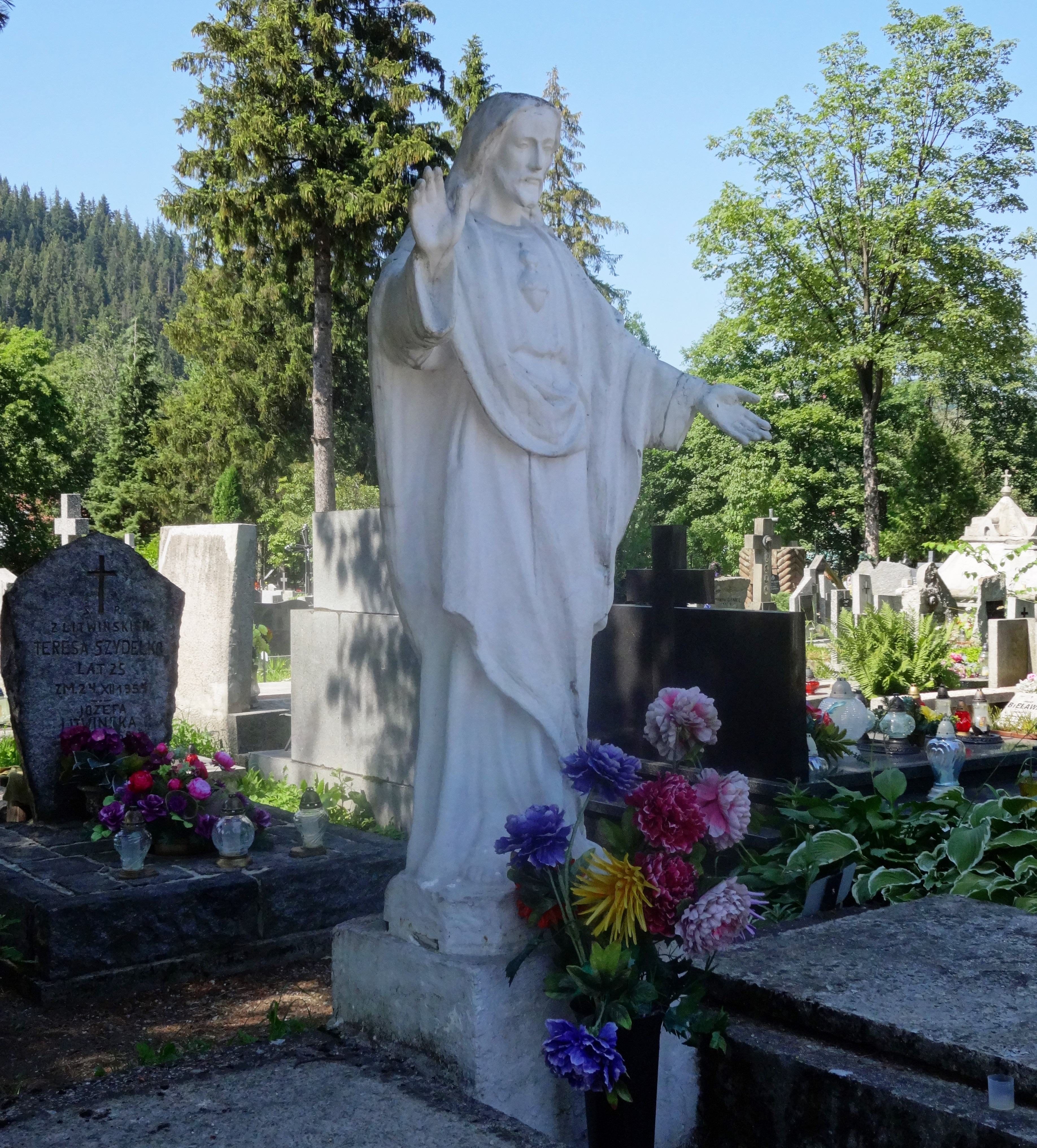
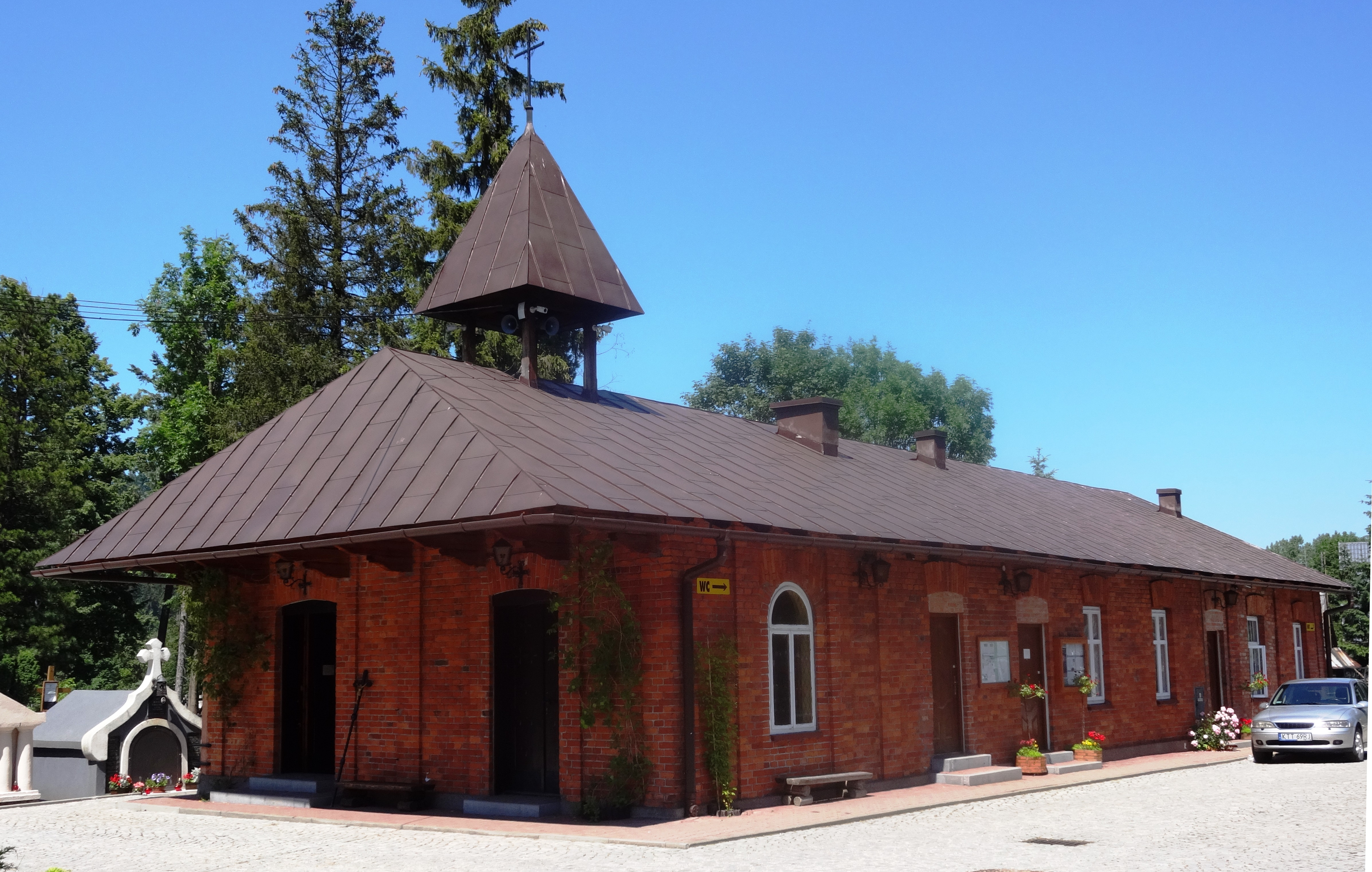
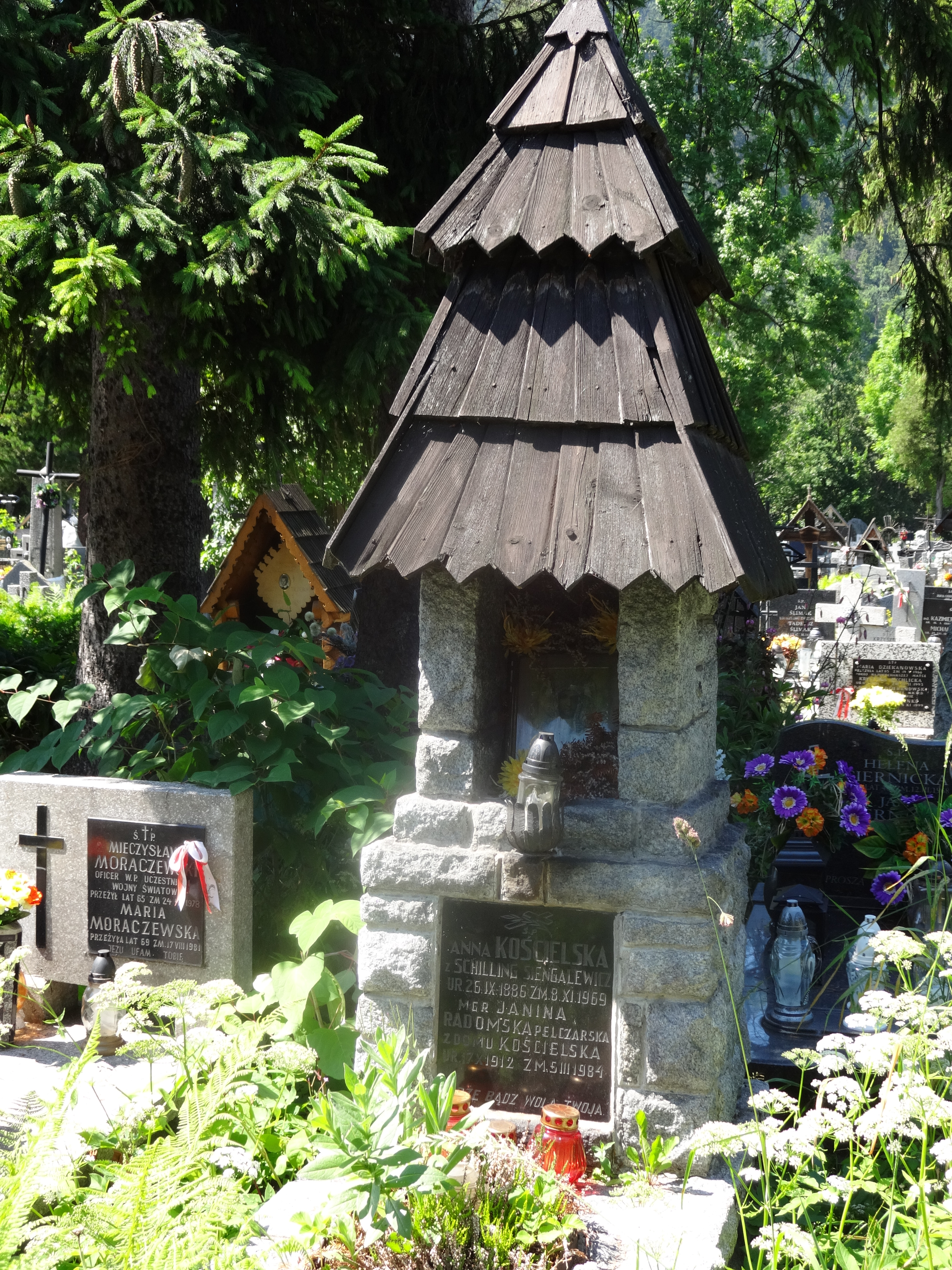
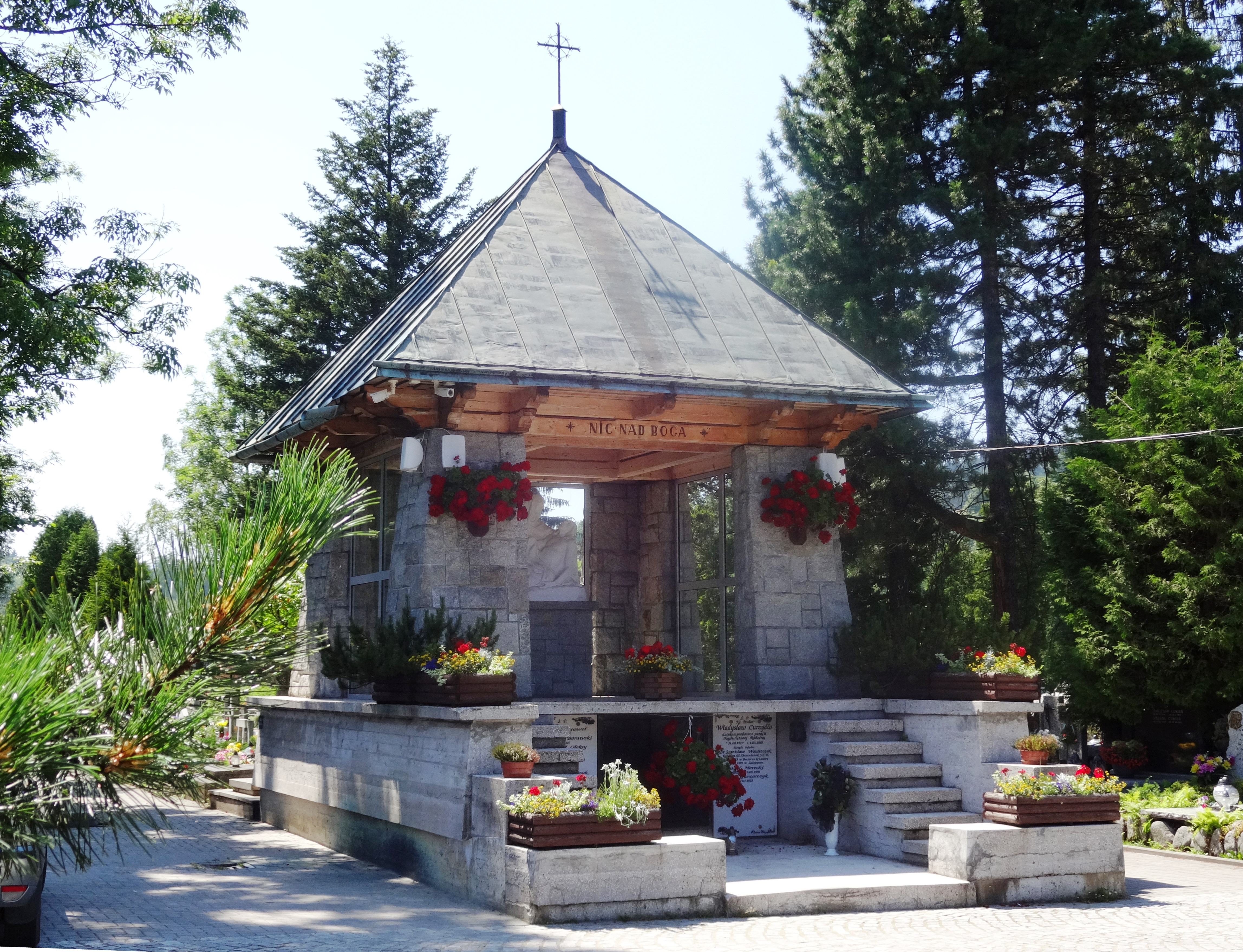
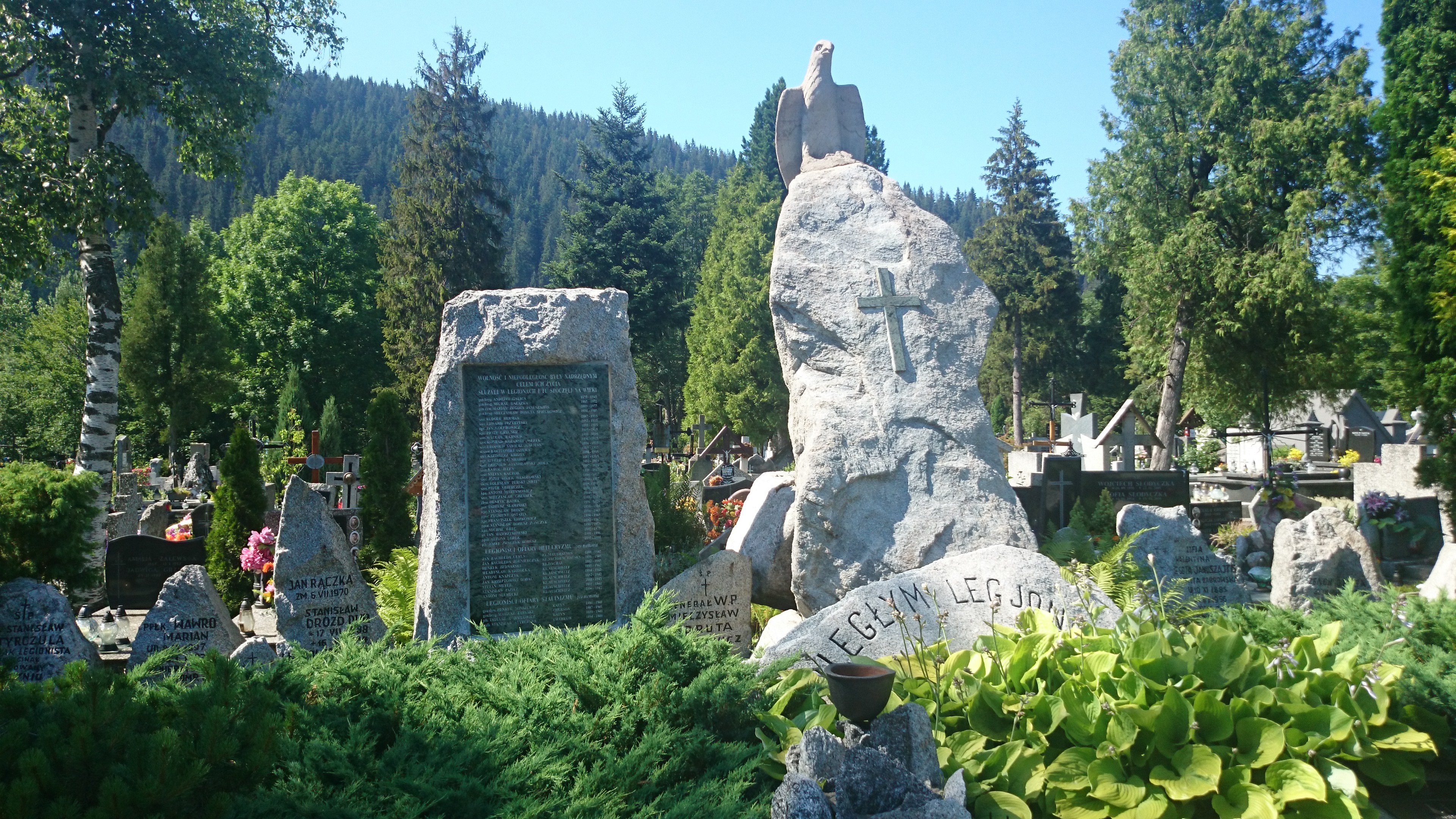
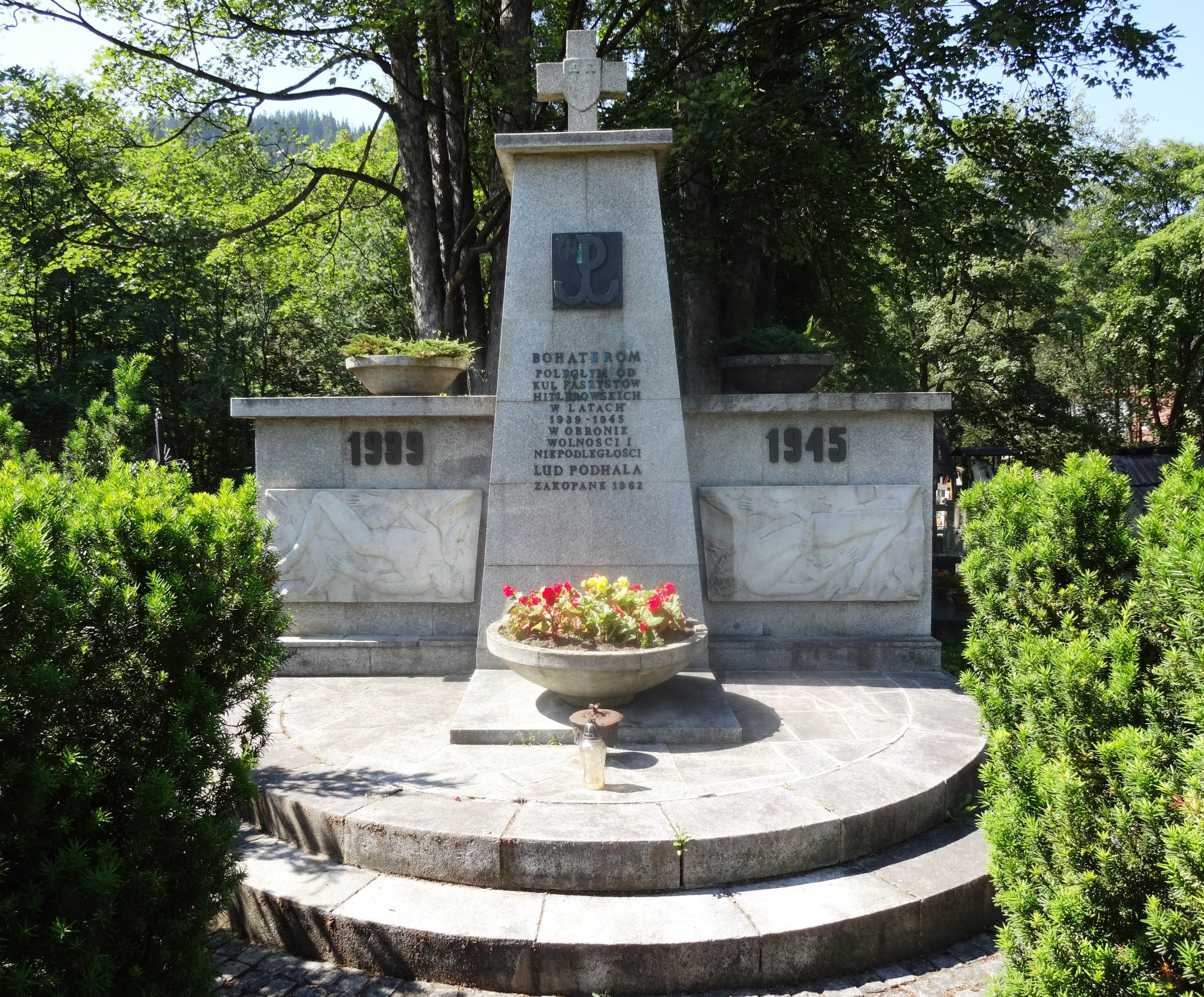
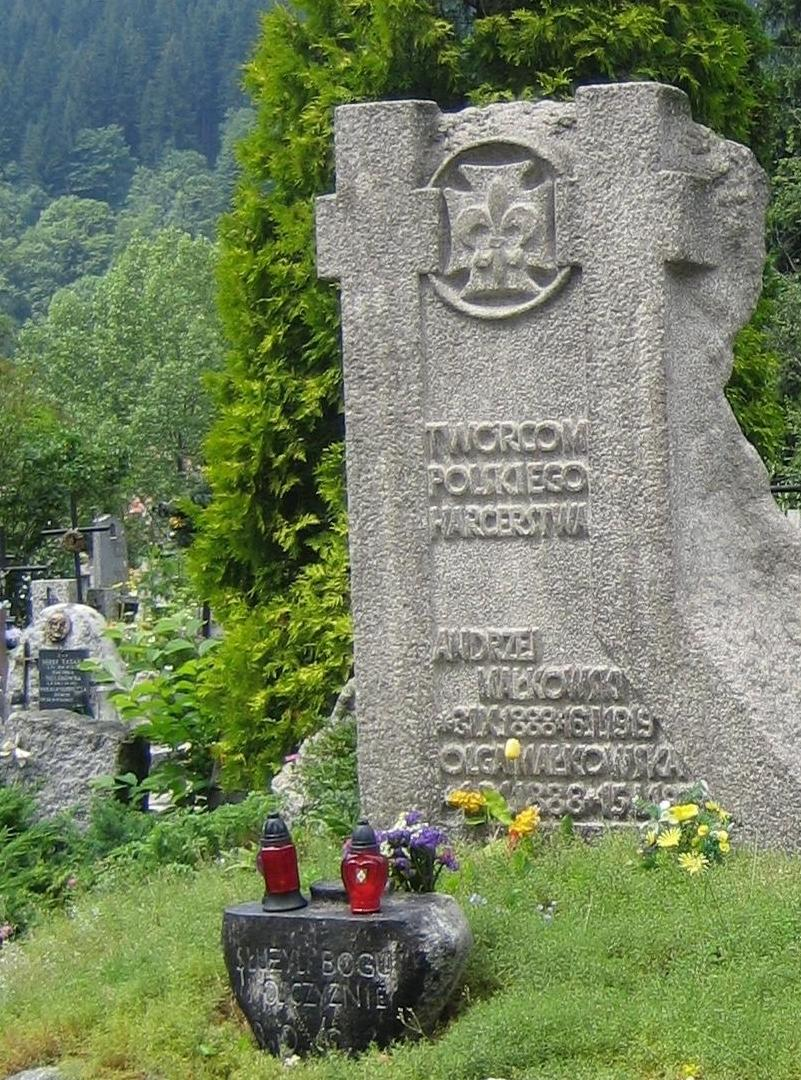
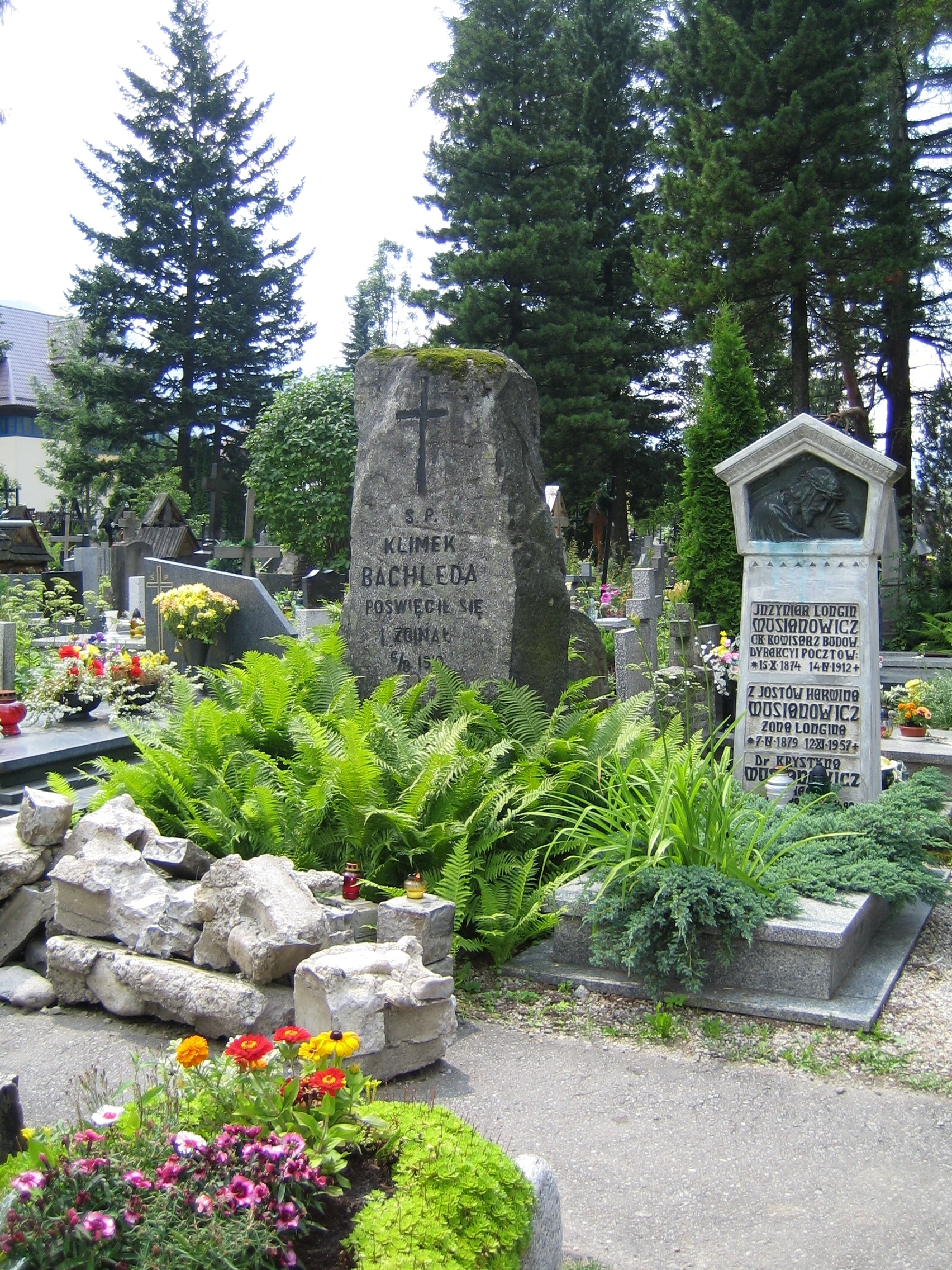
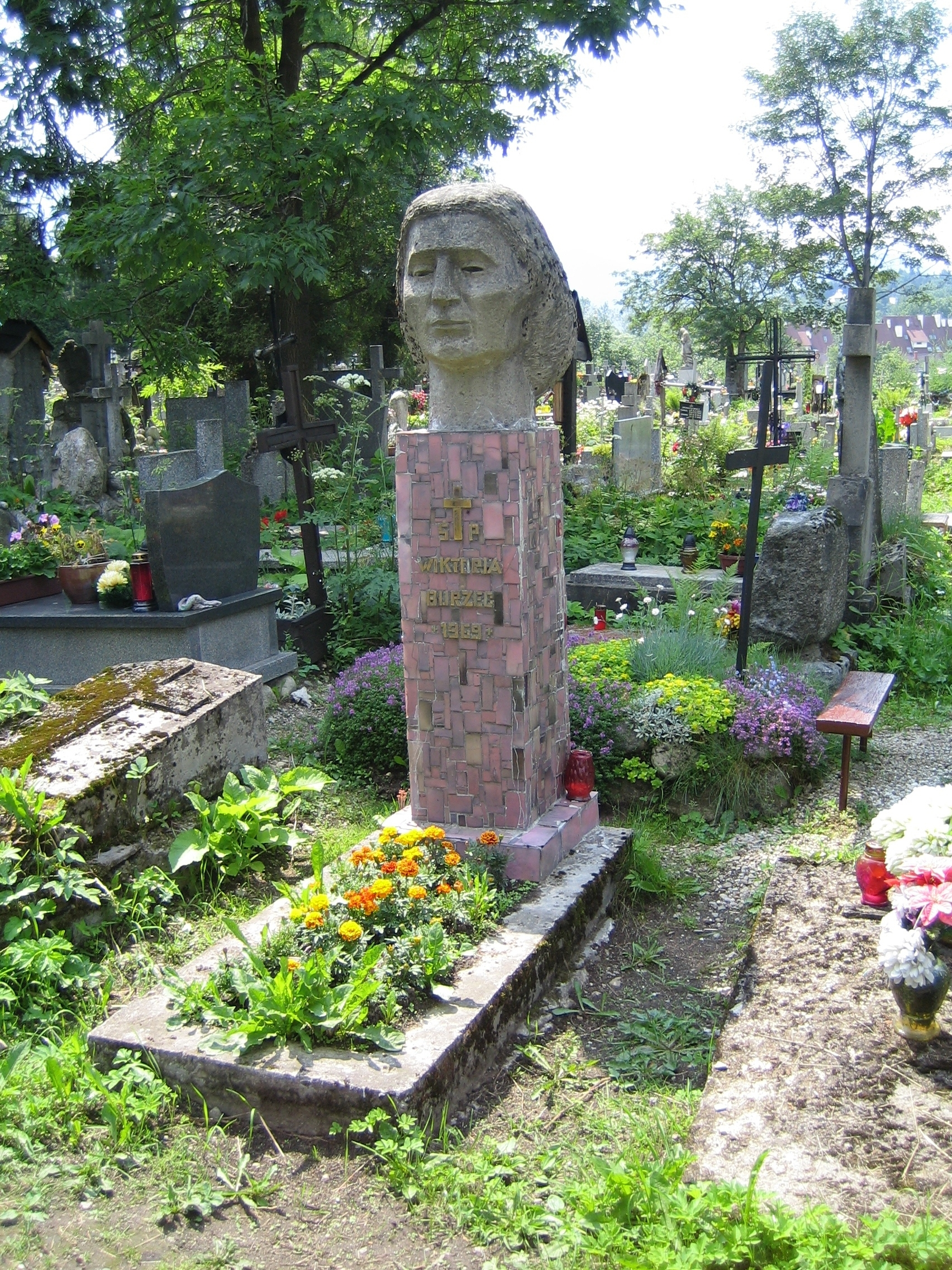
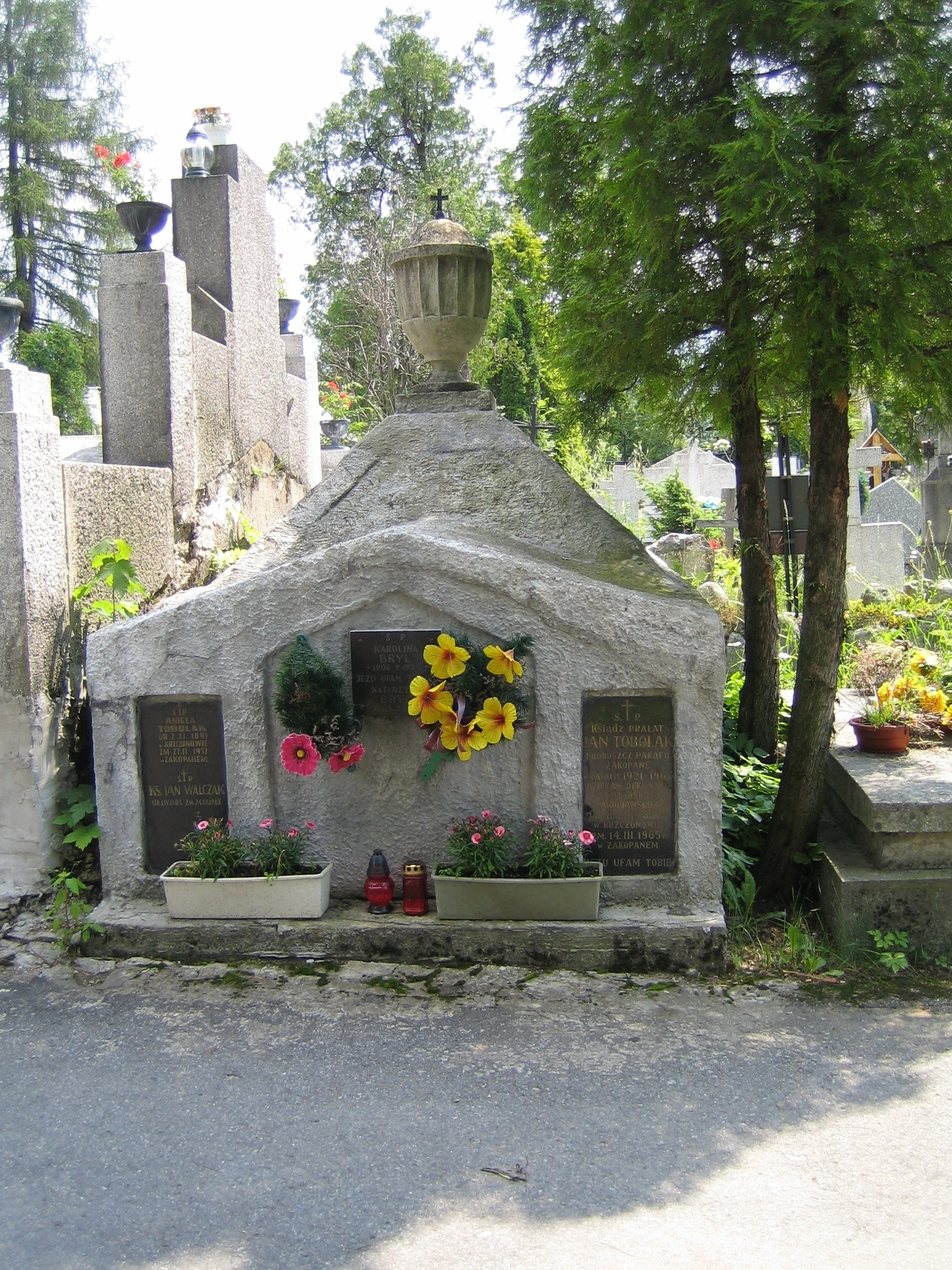